# Geçitalan, Ağrı
Geçitalan là một xã thuộc thành phố Ağrı, tỉnh Ağrı, Thổ Nhĩ Kỳ. Dân số thời điểm năm 2011 là 292 người.